# Ross MacDonald (Segler)
David Ross MacDonald (* 27. Januar 1965 in Vancouver) ist ein ehemaliger kanadischer Segler.

## Erfolge
Ross MacDonald nahm fünfmal in der Bootsklasse Star an Olympischen Spielen teil. 1988 belegte er in Seoul zunächst mit seinem Bruder Bruce MacDonald den sechsten Platz, ehe ihm 1992 in Barcelona mit Eric Jespersen der Gewinn der Bronzemedaille gelang. Mit 62,7 Punkten wurden sie hinter den US-Amerikanern Mark Reynolds und Hal Haenel und den Neuseeländern Donald Cowie und Rod Davis Dritter. Vier Jahre darauf kamen MacDonald und Jespersen in Atlanta dagegen nicht über den 14. Platz hinaus. Die Spiele 2000 in Sydney schloss er mit Kai Bjorn auf dem fünften Platz ab. Bei den Olympischen Spielen 2004 in Athen ging er mit Mike Wolfs an den Start und belegte mit diesem hinter Marcelo Ferreira und Torben Grael und vor Xavier Rohart und Pascal Rambeau den zweiten Rang, womit sie die Silbermedaille gewannen. Bei Weltmeisterschaften sicherte er sich 1989 in Porto Cervo mit seinem Bruder Bruce zunächst Bronze, ehe ihm 1994 in San Diego mit Eric Jespersen der Titelgewinn gelang. 1999 und 2000 folgten zwei Silbermedaillen, die er gemeinsam mit Kai Bjorn gewann. 13 Jahre später wurde er in Flensburg ein zweites Mal Weltmeister, als er in der 6-m-Klasse den ersten Platz erreichte. 1995 wurde MacDonald zudem in Cascais im Starboot Europameister. Beim Whitbread Round the World Race 1997/98 belegte er den siebten Platz.
MacDonald ist mit der brasilianischen Seglerin Márcia Pellicano verheiratet, die selbst drei olympische Regatten bestritt und 1995 Gold bei den Panamerikanischen Spielen gewann.